# Tabanus sparus
Tabanus sparus är en tvåvingeart som beskrevs av Whitney 1879. Tabanus sparus ingår i släktet Tabanus och familjen bromsar. Inga underarter finns listade i Catalogue of Life.